# 太田村 (福島県相馬郡)
太田村（おおたむら）は、昭和29年（1954年）まで福島県相馬郡の中部に存在していた村。現在の南相馬市原町区の南部にあたる。

## 地理
- 河川：太田川

## 沿革
- 明治22年（1889年）4月1日 - 町村制施行にともない、上太田村・中太田村・下太田村・小木迫村・片倉村・牛来村・高村・鶴谷村・益田村・矢川原村の計10か村が合併して行方郡太田村が発足。
- 明治29年（1896年）4月1日 - 行方郡と宇多郡が合併して相馬郡が発足。相馬郡太田村となる。
- 昭和29年（1954年）3月20日 - 原町・大甕村・高平村と合併し、原町市となる。

## 行政
- 歴代村長

| 代 | 氏名       | 就任                       | 退任                       | 備考 |
| -- | ---------- | -------------------------- | -------------------------- | ---- |
| 1  | 山岡隆剛   | 明治22年（1889年）7月12日  | 明治26年（1893年）7月11日  |      |
| 2  | 西方治     | 明治26年（1893年）7月12日  | 明治35年（1902年）12月11日 |      |
| 3  | 藤田蠖蔵   | 明治36年（1903年）2月2日   | 明治41年（1908年）3月16日  |      |
| 4  | 高野家治   | 明治41年（1908年）3月28日  | 大正5年（1916年）1月21日   |      |
| 5  | 藤田直記   | 大正5年（1916年）2月9日    | 大正9年（1920年）5月21日   |      |
| 6  | 都甲一     | 大正9年（1920年）6月10日   | 大正11年（1922年）3月22日  |      |
| 7  | 藤田直記   | 大正11年（1922年）4月11日  | 昭和4年（1929年）12月18日  | 再任 |
| 8  | 岡田庄治郎 | 昭和5年（1930年）1月5日    | 昭和8年（1933年）12月16日  |      |
| 9  | 高野将衛   | 昭和8年（1933年）12月28日  | 昭和16年（1941年）12月27日 |      |
| 10 | 西春治     | 昭和16年（1941年）12月28日 | 昭和20年（1945年）12月27日 |      |
| 11 | 佐藤利延   | 昭和21年（1946年）1月18日  | 昭和21年（1946年）11月24日 |      |
| 12 | 牛渡鉱蔵   | 昭和22年（1947年）4月6日   | 昭和24年（1949年）7月8日   |      |
| 13 | 高江克己   | 昭和24年（1949年）9月3日   | 昭和25年（1950年）2月1日   |      |
| 14 | 高野将衛   | 昭和25年（1950年）3月26日  | 昭和27年（1952年）12月2日  | 再任 |
| 15 | 佐藤利延   | 昭和27年（1952年）12月30日 | 昭和29年（1954年）3月19日  | 再任 |

## 教育
- 太田村立太田小学校
- 太田村立太田中学校

## 交通

### 鉄道
- 国鉄常磐線：磐城太田駅